# Tweede Kamerverkiezingen 2021/Kandidatenlijst/Libertaire Partij
Dit is de kandidatenlijst voor de Tweede Kamerverkiezingen van 2021 van de Libertaire Partij die op 5 februari 2021 is goedgekeurd door de Kiesraad.

## De lijst
1. Robert Valentine, Amsterdam - 3.338 voorkeurstemmen
2. Jeroen Weber, Rijswijk - 149
3. Roos Schoenmakers, Venlo - 557
4. Arnoud Kuipers, Assen - 121
5. Wijnand Groenen, Maarssen - 37
6. Nathan Bouscher, Amsterdam - 39
7. Willem Buising, Rijswijk - 39
8. Yu Mei O, Amsterdam - 217
9. Saskia van Balen, Amsterdam - 97
10. Marco Nijweide, Maastricht - 32
11. Willem Cornax, Amsterdam - 31
12. Pallieter Koopmans, Wassenaar - 12
13. Peter Hartkamp, Amersfoort - 21
14. Romy de Man, Rijswijk - 43
15. Nicki de Haaij, Bleiswijk - 12
16. Lola de Grunt, Noordwijk - 35
17. Gianni Kalkman, Oostvoorne - 19
18. Nando Jansen, Barendrecht - 24
19. Ria Winkelhorst, Den Haag - 23
20. Rutger Hanssens, Dorst - 37
21. Tom Huijs, Horst - 30
22. Arno Inen, Amsterdam - 9
23. Sander Fischer, Rijswijk - 6
24. Joeri Jungschlager, Rotterdam - 36
25. Quintus Backhuijs, Leiden - 14
26. Rik Kleinsmit, Almere - 20
27. Roald Schoenmakers, Delft - 16
28. Jip Meijer, Leiderdorp - 9
29. Roman van Ree, Leiden - 14
30. Loes Engels, Den Haag - 38
31. Arno Wellens, Amsterdam - 471

VVD · PVV · CDA · D66 · GroenLinks · SP · PvdA · ChristenUnie · Partij voor de Dieren · 50PLUS · SGP · DENK · FVD · BIJ1 · JA21 · Code Oranje · Volt · NIDA · Piratenpartij · LP · JONG · Splinter · BBB · NLBeter · LHK · OPRECHT · JEZUS LEEFT · TROTS · UCF · Lijst 30 · PvdE · DFP · VSN · WZNL · Modern Nederland · De Groenen · PvdR
1994 · 2012 · 2017 · 2021 · 2023